# Jakub Roszkowski
Jakub Roszkowski (ur. w 1984 w Gdańsku) – polski dramaturg, dramatopisarz i reżyser.

## Życiorys
Absolwent Wydziału Reżyserii Dramatu Państwowej Wyższej Szkoły Teatralnej w Krakowie (2007). W latach 2007–2015 dramaturg Teatru Wybrzeże w Gdańsku
, od 2017 kierownik literacki Teatru im. Juliusza Słowackiego w Krakowie. Stypendysta Ministerstwa Kultury i Dziedzictwa Narodowego.

## Wybrane dramaty
- Lepszy świat
- Morze otwarte
- Zielony mężczyzna
- W popielniczce diament

Źródło:

## Wybrane słuchowiska
- Sen Alicji, czyli jak działa mózg (2021)[4][5]